# القاهرة للعبارات والنقل البحري
شركة القاهرة للعبارات والنقل البحري هي شركة مساهمة مصرية، تمتلكها وزارة النقل، تعمل في مجال النقل البحري للركاب بين مينائي سفاجا والغردقة في مصر وميناء ضباء في السعودية وذلك داخل نطاق البحر الأحمر، أنشأت في 4 يناير 2009، لتعمل بدلاً من شركة السلام للنقل البحري وذلك بعد حادث عبارة السلام 98 والتي غرقت أثناء إبحارها من ميناء ضباء إلى ميناء سفاجا في 3 فبراير 2006، ونتج عنه وفاة أكثر من 1036 شخص، وتمتلك الشركة سفينتي ركاب سريعتين تحت اسم القاهرة والرياض، تم بنائهما سنة 2008، وتصل سرعة إبحارهما إلى 34 عقدة/ ساعة.

## وصلات خارجية
- الموقع الرسمي للشركة.
- الصفحة الرسمية للشركة على موقع فيس بوك.